# Kalinin K-2
Il Kalinin K-2 era un monoplano sperimentale ad ala alta, progettato da Konstantin Alekseevič Kalinin nel 1926. Si trattava di un aereo di costruzione interamente metallica, derivato dal precedente Kalinin K-1.

## Prestazioni
Le prestazioni erano leggermente superiori rispetto al predecessore, ed era in grado di trasportare quattro passeggeri (contro i tre del K-1).

La velocità di crociera era di 140 km/h, con quella massima che raggiungeva i 170 km/h. L'aereo necessitava di 220 metri per il decollo e 200 per l'atterraggio, che doveva avvenire ad una velocità non superiore a 75 km/h.

Per quanto riguarda la velocità di salita, il K-2 era in grado di raggiungere:
- 1 000 metri in 12 minuti;
- 2 000 metri in 28 minuti;
- 3 000 metri in 50 minuti.

In generale, si trattò di un aereo considerato difficile da assemblare, che oltretutto era eccessivamente pesante. Ne furono costruiti solo quattro esemplari.